# Carsten Hansen
Carsten Mogens Hansen (ur. 10 stycznia 1957 w Odense) – duński polityk i robotnik, parlamentarzysta, w latach 2011–2015 minister.

## Życiorys
Syn robotnika i gospodyni domowej. Po ukończeniu dziewięciu klas szkolnych kształcił się w zakresie inżynierii sanitarnej, po czym pracował jako robotnik. Zaangażował się w działalność polityczną w ramach Socialdemokraterne. Został też wiceprezesem organizacji oświatowej AOF Danmark. W latach 1998–2015 sprawował mandat posła do Folketingetu, od 2006 do 2011 kierował frakcją parlamentarną socjaldemokratów.
3 października 2011 został ministrem ds. miast, mieszkalnictwa i regionów wiejskich w pierwszym rządzie Helle Thorning-Schmidt. Utrzymał tę funkcję również w powołanym 3 lutego 2014 drugim gabinecie dotychczasowej premier, odpowiadając w nim również za współpracę nordycką. Urząd ministra sprawował do 28 czerwca 2015.